# Fallacia dell'ignoranza invincibile
La fallacia dell'ignoranza invincibile è una fallacia di ragionamento circolare per cui la persona in oggetto rifiuta semplicemente di credere all'argomento proposto, ignorando ogni evidenza. Non si tratta tanto di una tattica d'argomentazione fallace, poiché è un rifiuto di discutere nel vero senso della parola, facendo, d'altra parte, affermazioni senza alcuna considerazione delle obiezioni mosse. 

## Storia
Il termine "ignoranza invincibile" ha le sue radici nella teologia cattolica, dove ‒ come opposto del termine "ignoranza vincibile" ‒ viene usato in riferimento alla condizione di quelle persone (ad esempio i pagani o i neonati) che ignorano il messaggio cristiano perché non hanno ancora avuto l'opportunità di sentirlo. 
Sembra che il primo papa ad usare ufficialmente questo termine fu Pio IX nell'allocuzione Singulari Quadam (9 dicembre 1854) e nelle encicliche Singulari Quidem (17 marzo 1856) e Quanto Conficiamur Moerore (10 agosto 1863). Il termine, tuttavia, è molto più antico: Tommaso d'Aquino, per esempio, lo utilizza nella sua Summa Theologiae, scritta tra il 1265 e il 1274, nella forma "ignorantia invinciblis" e la discussione del concetto può essere rilevata fin da Origene di Alessandria (III secolo). 
Quando e come il termine fu utilizzato dai logici per riferirsi alla condizione molto diversa di quelle persone che si rifiutano deliberatamente di prendere atto dell'evidenza rimane non chiaro, ma uno dei suoi primi utilizzi si trova nel libro di W. Ward Fearnside e William B. Holther, Fallacy: The Counterfeit of Argument.